# Сафин, Денис Галялхакович
Дени́с Галялха́кович Са́фин (род. 24 апреля 1980, Темиртау, Казахская ССР) — российский промышленник, генеральный директор Загорского трубного завода и комбината "Уральская Сталь". В 2020 году награжден званием "Почетный металлург".

## Биография
Родился 24 апреля 1980 года в городе Темиртау, Карагандинской области Казахской ССР, отец работал на металлургическом заводе.
Выпускник Финансовой академии при Правительстве Российской Федерации по специальности «Финансы и кредит». В 1998 году устроился на работу в компанию «Индастл», где прошёл карьерный путь от специалиста по оптовым продажам до финансового директора. В 2008 году стал финансовым директором Изоляционного трубного завода.
В 2010 году стал генеральным директором компании «Изотех Инвест», которая занималась строительством Загорского трубного завода. С 2016 года возглавляет Загорский трубный завод (ЗТЗ) в должности генерального директора, являясь также его акционером. По информации ЗТЗ, Денис Сафин является основным собственником предприятия.
В 2022 году Загорский трубный завод (ЗТЗ) приобрел у компании «Металлоинвест» комбинат «Уральская Сталь», одного из ведущих  российских производителей в отрасли чёрной металлургии. Стоимость сделки оценивается в 500 млн. долл. США
По заявлению Д.Г.Сафина "приобретение "Уральской Стали" позволит сформировать новый вертикально интегрированный холдинг".
Согласно подписанному 15 июня 2022 года с Правительством Оренбургской области  соглашению о стратегическом сотрудничестве, в развитие производства на "Уральской Стали" будет вложено более 25 млрд. руб.

### Загорский трубный завод
Загорский трубный завод (ЗТЗ) под управлением Дениса Сафина запустил производство труб большого диаметра, предназначенных для строительства нефте- и газопроводов в конце 2016 года, став одним из пяти крупнейших производителей труб в России. Спустя год предприятие вошло в список поставщиков «Газпрома», благодаря предложенным существенным скидкам, вынудив остальных поставщиков снижать цены. Спустя ещё год предприятие достигло 100 % загрузки мощностей. К 2019 году предприятие увеличило выпуск труб большого диаметра на ещё 15 %.

### Комбинат "Уральская Сталь"
АО «Уральская Сталь» — один из ведущих в России производителей штрипса для труб большого диаметра, трубной заготовки, толстого листа и мостовой стали (всего более 100 марок углеродистых и легированных сталей). Входит в восьмёрку крупнейших производителей стали РФ. В 2022 году предприятие произвело 1,6 млн. тонн стали и 0,9 млн. тонн проката.